# چارلز یارنال ابوت
چارلز یارنال ابوت (انگلیسی: C. Yarnall Abbott; ۲۳ سپتامبر ۱۸۷۰ – ۲۴ ژوئن ۱۹۳۸) عکاس، و نقاش اهل ایالات متحده آمریکا بود.

## اوایل زندگی
چارلز یارنال ابوت در ۲۳ سپتامبر ۱۸۷۰ در فیلادلفیا به‌دنیا آمد. مادرش سارا (یارنال) و پدرش ویلیام هالووی ابوت، یک وکیل بود. او در فیلادلفیا بزرگ شد و ابتدا برای تحصیل در رشته حقوق به کالج رفت و در سال ۱۸۹۲ از دانشکده حقوق دانشگاه پنسیلوانیا فارغ‌التحصیل شد. او قبل از اینکه هنرمند شود به مدت ده سال وکیل بود.

## اواسط زندگی
ابوت در هنگام شغل وکالت به هنر علاقه‌مند شد. ابتدا به عکاسی و سپس به نقاشی علاقه پیدا کرد. ابوت وکالت را رها کرد و به تحصیل در رشته نقاشی پرداخت. او در آکادمی هنرهای زیبای پنسیلوانیا تحصیل کرد و زیر نظر تامس پالک انشوتس آموزش دید. او به پاریس، فرانسه نقل مکان کرد و در آکادمی کولاروسی تحصیل کرد. در آنجا زیر نظر رافائل کولین و گوستاو کورتوا آموزش دید. او از پاریس بازگشت و به دره رز، پنسیلوانیا نقل مکان کرد. او در سال ۱۸۹۸ با النور ابوت ازدواج کرد و در سال ۱۹۰۷ صاحب یک فرزند شد.